# Gerhard Lein

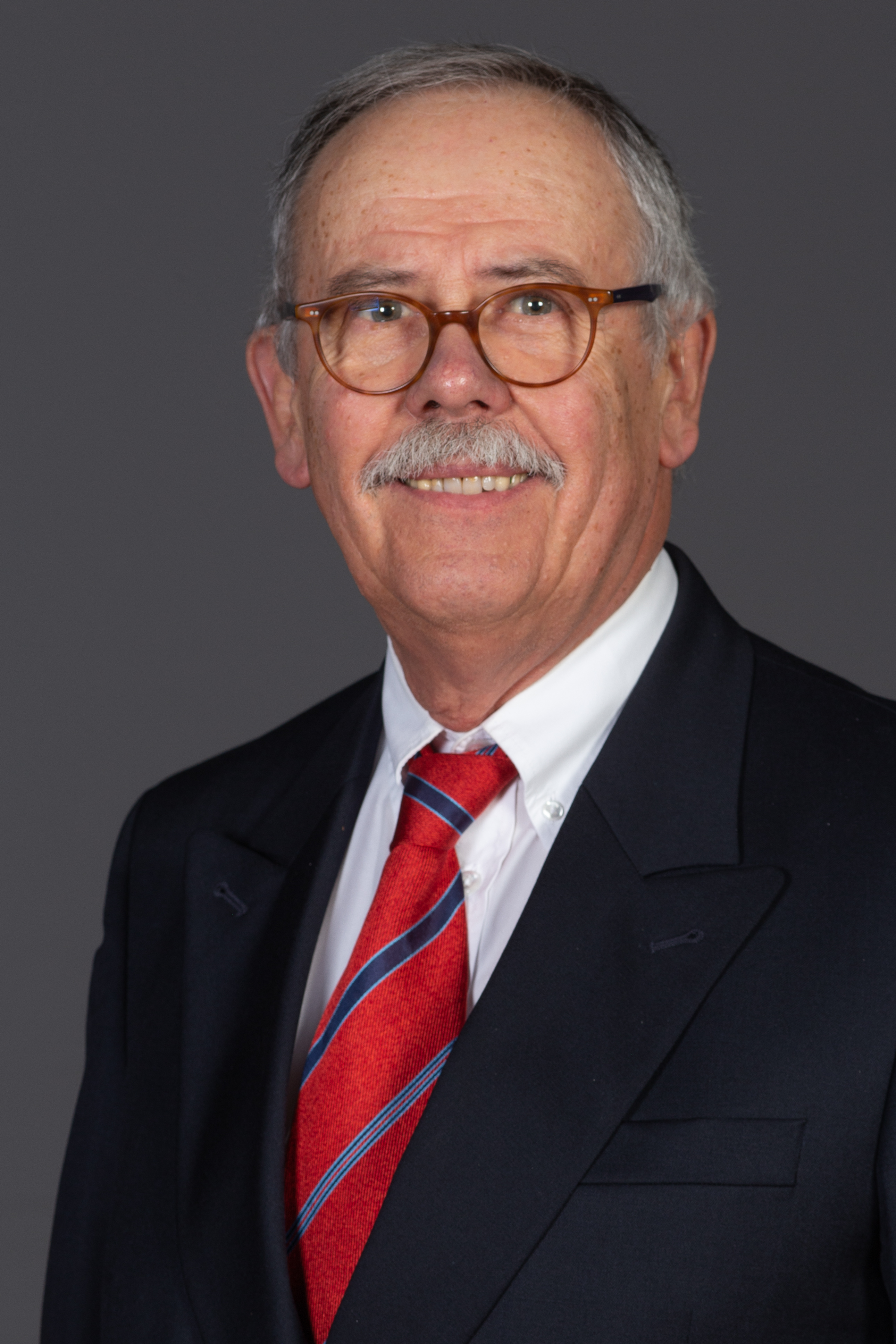
Gerhard Lein (2018)

 Gerhard Lein (* 2. Mai 1944 in Marburg an der Lahn) ist ein Hamburger Politiker der Sozialdemokratischen Partei Deutschlands (SPD).

## Leben
Aufgewachsen ist Lein in Oldenburg. Er leistete seinen Wehrdienst beim Bundesgrenzschutz ab, wurde aber später als Kriegsdienstverweigerer offiziell anerkannt. Es folgte ein Studium der Erziehungswissenschaften mit dem Schwerpunkt evangelische Religion in Hamburg, seit vielen Jahren bezeichnet er sich selbst mittlerweile als konfessionsfrei. Nach dem Studium arbeitete er als Volks- und Realschullehrer in den Fächern Geschichte, Politik, Deutsch, Religion, Ethik und Arbeitslehre. Von 1997 bis 2009 war er Leiter der Gesamtschule Lohbrügge.
Neben der parlamentarischen Arbeit ist er Mitglied der Gewerkschaft Erziehung und Wissenschaft und der Gemeinnützigen Gesellschaft Gesamtschule (GGG). Er ist verheiratet und hat zwei Kinder.

## Politik
Lein ist seit 1968 Mitglied in der SPD. Von 2001 bis 2006 war er Vorsitzender der Arbeitsgemeinschaft für Bildung (AfB) in der SPD. Mehrere Jahre war er Stellvertreter des Kreisvorsitzenden in Bergedorf, derzeit ist er Vorstandsmitglied im Kreisvorstand Bergedorf sowie Distrikt Lohbrügge.
Vom 17. März 2004 bis 2020 war er Mitglied der Hamburgischen Bürgerschaft. Dort saß er für seine Fraktion im Schulausschuss, im Wissenschaftsausschuss sowie im Kulturausschuss. In der 18. Legislatur war er Mitglied in der Enquete-Kommission Schulentwicklung.
Der 2020 gewählten Bürgerschaft gehört er nicht mehr an.
Seit Oktober 2022 ist er Gründungsvorstand des Arbeitskreises Säkularität und Humanismus in der SPD.